# جون بريتون
جون بريتون (بالإنجليزية: John Britton)‏ هو لاعب كرة قاعدة أمريكي، ولد في 21 أبريل 1919، وتوفي في 2 ديسمبر 1990.

## روابط خارجية
- جون بريتون على موقع الدوري الياباني لكرة القاعدة (الإنجليزية)
- جون بريتون على موقعبيزبول رفرنس.كوم (الدوري الرئيسي) (الإنجليزية)